# Roppentzwiller
Roppentzwiller – miejscowość i gmina we Francji, w regionie Grand Est, w departamencie Górny Ren.
Według danych na rok 1990 gminę zamieszkiwało 736 osób, a gęstość zaludnienia wynosiła 177 osób/km² (wśród 903 gmin Alzacji Roppentzwiller plasuje się na 343. miejscu pod względem liczby ludności, natomiast pod względem powierzchni na miejscu 545.).